# Fuera del cielo (película)
Fuera del cielo es una película mexicana de 2006.  Fue dirigida por Javier Patrón y producida por Argos Comunicación, Fidecine, Videocine y Cinemex Producciones con la colaboración de los Estudios Churubusco y Ollin Studio. Con guion de Guillermo Ríos y Vicente Leñero adaptado de un guion original de Guillermo Ríos.

## Sinopsis
La película transcurre en un solo día, en 24 horas exactas. Comienza a las 6 de la mañana con el regreso, tras una ausencia de 5 años, de Malboro (Demián Bichir), el hermano mayor del Cucú (Armando Hernández) y, a partir de ese instante, y con el paso de las horas, los hermanos inician un viaje por los diferentes lugares que habitan sus conocidos, teniendo hasta las 6 de la mañana del día siguiente para demostrarse su cercanía y lealtad.

## Recepción
La película recibió críticas negativas, tuvo muy poca distribución en las salas mexicanas y aun menor en el extranjero.

## Reparto
- Demián Bichir  - Everardo Sánchez, alias "El Malboro"
- Armando Hernández - "Cucú" Sánchez
- Damián Alcázar - oficial Rojas
- Rafael Inclán - Tío Jesús
- Elizabeth Cervantes - Rebeca
- Martha Higareda - Elisa
- Dolores Heredia - Sara
- Itari Marta - Rocío
- Ricardo Blume - Senador García Luna
- Rosa María Bianchi - La señora García Luna

## Banda Sonora y Score

### Lista de temas
1. Silent Passenger - Vaquero (2:33)
2. 16 de Febrero - Emmanuel del Real y Chetes (3:55)
3. Glory Box (Edit) - Portishead (5:39)
4. Desnúdate (Big Metra) - Big Metra (4:15)
5. Irresponsables - Babasónicos (2:38)
6. Pues Fuma Mota - Reyes del pulmón (3:35)
7. Mujeres Divinas - Sonora Santanera (2:57)
8. Mentes Dormidas - Kartel Aztlan	(3:52)
9. Fuera del Cielo - Década 2 (7:57)
10. Intro (Score) - Emmanuel del Real (1:44)
11. Sara y Malboro (Score) - Emmanuel del Real (1:05)
12. Montaña Rusa (Score) - Emmanuel del Real (1:08)
13. Basurero (Score) - Emmanuel del Real (1:18)
14. Cucu (Score) - Emmanuel del Real (1:27)
15. Final (Score) - Emmanuel del Real (2:25)
16. Malboro y Cucu - Armando Hernández y Elizabeth Cervantes (0:33)